# Acquatiche trasparenze
Acquatiche trasparenze è il sesto album in studio del gruppo musicale italiano Audio 2, pubblicato nel 2006 dalla PDU.

## Tracce
1. Come due bambini – 4:11
2. Voglio di più – 4:05
3. Zucchero amaro – 4:46
4. Siamo – 4:35
5. Quoziente astratto – 4:16
6. Se amo te – 4:13
7. Guidare con te – 3:51
8. Acquatiche trasparenze – 4:24
9. Sì o no – 4:37
10. Emisfero nord – 4:11
11. Aliena – 4:47
12. Il treno – 4:15

## Formazione
- Audio 2 (Giovanni Donzelli, Vincenzo Leomporro) – voci
- Adriano Pennino – tastiera, programmazione, pianoforte
- Cesare Chiodo – basso
- Alfredo Golino – batteria
- Maurizio Fiordiliso – chitarra
- Valeria Guida, Sabrina Guida – cori